# Pascal Khoo Thwe
Pascal Khoo Thwe (né à Pâques 1967, parmi les Padaungs, en Birmanie) est un écrivain et un militant birman.
Originaire d'une tribu de femmes-girafes, catholique, Pascal Khoo Thwe est un étudiant de 21 ans en lettres anglaises, passionné par James Joyce, quand il rencontre John Casey, un professeur de Cambridge, à Mandalay. Alors qu'il est pourchassé comme rebelle par le régime dictatorial birman, chez les Karens, il est exfiltré par John Casey pour le Caius College de Cambridge. Il y rédige le témoignage de sa vie en 1991 (publié en 2002 par HarperCollins) : Une odyssée birmane (From the Land of Green Ghosts, a Burmese Odyssey) (traduit chez Gallimard, 2009, prix du Meilleur livre étranger).